# Ёго, Асука
Асу́ка Ёго (яп. 余湖 明日香 Ёго Асука, род. 5 мая 1983, Энива) — японская кёрлингистка.
В составе женской сборной Японии участница чемпионата мира 2007, бронзовый призёр зимней Универсиады 2007, чемпионка Японии 2007.

## Достижения
- Зимняя Универсиада: бронза (2007).
- Чемпионат Японии по кёрлингу среди женщин: золото (2007).

## Команды
| Сезон   | Четвёртый  | Третий        | Второй     | Первый          | Запасной                    | Турниры                                |
| ------- | ---------- | ------------- | ---------- | --------------- | --------------------------- | -------------------------------------- |
| 2006—07 | Моэ Мэгуро | Мари Мотохаси | Маё Ямаура | Сакурако Тэрада | Асука Ёго тренер: Синъя Абэ | ЗУ 2007 · ЧЯЖ 2007 · ЧМ 2007 (8 место) |

(скипы выделены полужирным шрифтом)